# Protium panamense
Protium panamense es una especie de planta con flor en la familia Burseraceae. Es endémica de  Costa Rica y Panamá. Está tratada en peligro de extinción por pérdida de hábitat.

## Fuente
- Mitré, M. 1998.  Protium panamense.   2006 IUCN Red List of Threatened Species. Bajado el 23 de agosto de 2007